# Ctenus latitabundus
Ctenus latitabundus là một loài nhện trong họ Ctenidae.
Loài này thuộc chi Ctenus. Ctenus latitabundus được miêu tả năm 1912 bởi Arts.